# Les Femmes d'Alger
Pour les articles homonymes, voir Les Femmes d'Alger (homonymie).

Eugène Delacroix, Femmes d'Alger dans leur appartement, 1834. Huile sur toile.. Musée du Louvre, Paris.

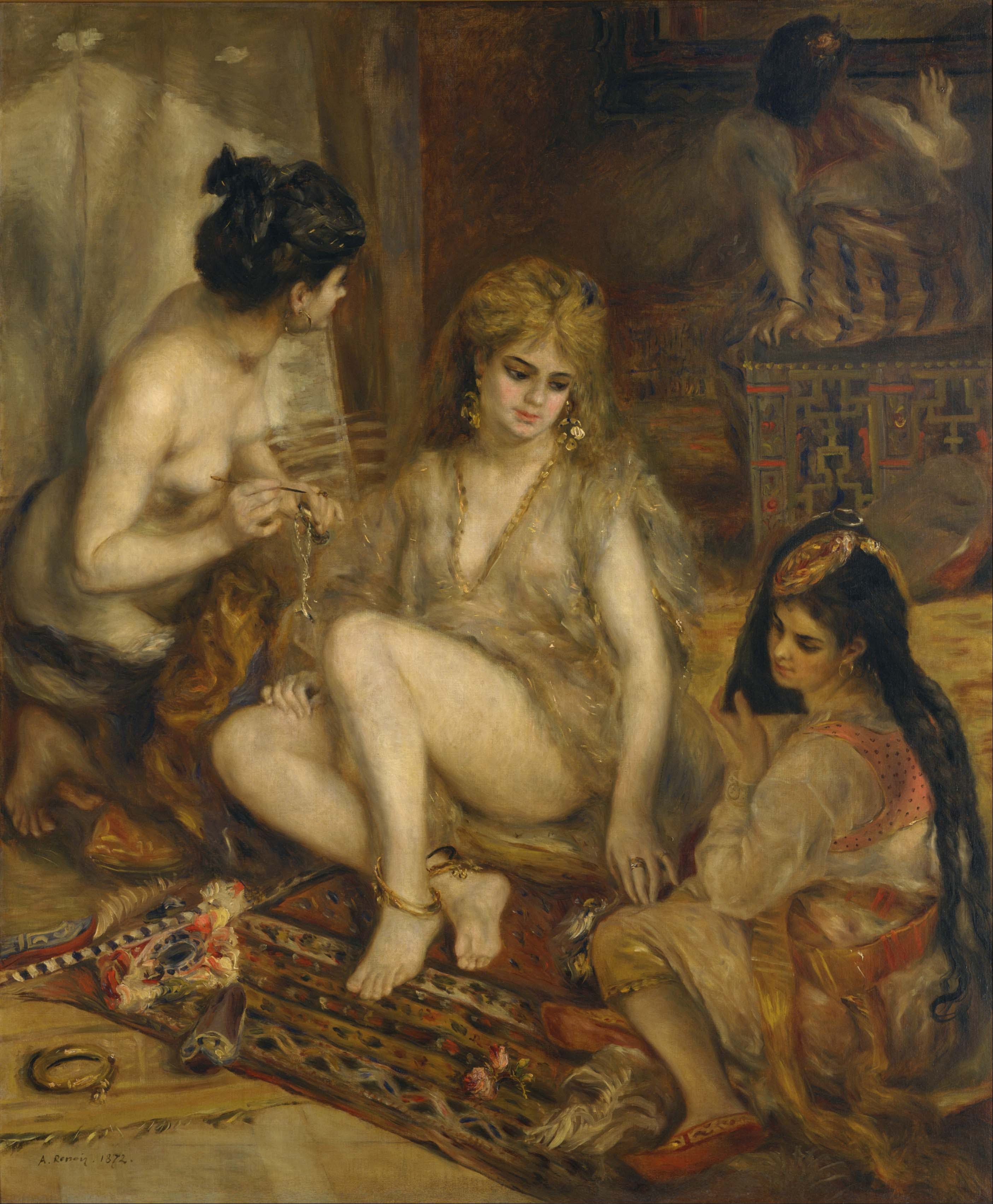
Auguste Renoir, Parisiennes habillées en Algériennes, 1872. Huile sur toile.. Musée national de l'Art occidental, Tokyo.

Les Femmes d'Alger est une série de quinze peintures numérotées de A à O, créées par Pablo Picasso en 1954-1955.

## Origine
La série a été inspirée par le tableau Femmes d'Alger dans leur appartement d'Eugène Delacroix exposé en 1834, que Picasso a vu au Louvre. Une seconde version appelée Femmes d’Alger dans leur intérieur a été réalisée par Delacroix en 1849 (exposée au musée Fabre de Montpellier). Elle fait partie des œuvres par lesquelles Picasso rendait hommage à des peintres qu'il admirait et à leurs œuvres : c'est la première fois de sa carrière que Picasso entreprend une série d'ampleur consacrée à un tableau de maître. Il réalise en quelques semaines : 15 toiles, plusieurs dizaines de dessins, 9 gravures et 2 lithographies (une lithographie du 20 janvier 1955 et une lithographie du 5 février 1955).
On peut souligner la proximité temporelle entre l'insurrection du 1er novembre 1954 en Algérie et la série de Picasso débutée fin novembre 1954. Néanmoins, Picasso dans un premier temps n'a pas eu d'engagement public contre la guerre d'Algérie. Il aura un engagement public à partir du 8 février 1962 avec la publication à la une de la revue Les Lettres Françaises d'un portrait au fusain de Djamila Boupacha.

## Dessins préparatoires
Picasso fit quelques dessins à partir de l'œuvre de Delacroix entre le 10 janvier 1940 et le 26 mai 1940 (Royan, carnet n° 45 (inventaire : MP1879) : folios 2, 3, 4, 5 et 6). Un carnet du 15 novembre au 5 décembre 1954 (carnet n°51, inventaire : MP1883) montre un portrait de Jacqueline très ressemblant à l'Algéroise de droite du tableau Les Femmes d'Alger dans leur appartement de Delacroix : dessin du 25 novembre 1954. Du 25 novembre 1954 à mi-février 1955, Picasso réalisa plusieurs dizaines de dessins préparatoires afin de réaliser ses toiles :
| Date                       | Nombre de dessins |
| -------------------------- | ----------------- |
| 27 novembre 1954           | 3                 |
| 1er décembre 1954          | 4                 |
| 5 décembre 1954            | 7                 |
| 21 décembre 1954           | 2                 |
| 25 décembre 1954           | 4                 |
| 26 décembre 1954           | 11                |
| 28 décembre 1954           | 16                |
| 29 décembre 1954           | 3                 |
| 31 décembre 1954           | 7                 |
| 2 janvier 1955             | 4                 |
| 2-3 janvier 1955 (estimée) | 2                 |
| 3 janvier 1955             | 6                 |
| 7 janvier 1955             | 10                |
| 8 janvier 1955             | 7                 |
| 23 janvier 1955            | 1                 |
| 24 janvier 1955            | 2                 |
| 3 février 1955             | 2                 |
| 7 février 1955             | 1                 |

Picasso a réalisé au moins 92 dessins entre le 27 novembre 1954 et le 7 février 1955 pour réaliser ses toiles : le musée Picasso de Paris en possède 81 (dont 2 ont une date estimée) ; le musée de Malaga en possède 1. Le musée Picasso de Paris possède également un dessin préparatoire de 1955 dont la date exacte n'est pas connue.
Après avoir réalisé la dernière version de cette série de toiles, Picasso fit encore 9 dessins concernant Les Femmes d'Alger : 2 dessins le 28 février 1955 et 7 dessins le 7 mars 1955.

## Vente et expositions
Ces toiles sont exposés du 7 juin 1955 au 15 octobre 1955 dans la rétrospective Picasso du musée des Arts décoratifs. Huit musées internationaux et trente collectionneurs ont contribué afin de réaliser cette rétrospective de 140 œuvres (42 toiles proviennent directement de Picasso et 20 toiles sont américaines).
Ces peintures furent ensuite acquises par la galerie Louise Leiris de Paris (tenue par Daniel-Henry Kahnweiler) auprès de Pablo Picasso en mai 1956. Le 30 mai 1956, Kahnweiler demande à Victor Ganz de répondre rapidement à son offre de 80 millions de Francs car il a d'autres demandes. Le 31 mai 1956, Victor Ganz lui répond qu'il peut payer immédiatement 70 millions de Francs en devise et il espère que Kanhweiler acceptera cette offre mais Kahnweiler lui rétorque le 1er juin qu'aucune réduction de prix n'est possible. Le 4 juin, Victor Ganz accepte donc l'offre de Kahnweiler et lui demande d'écrire les conditions de paiement. Le 6 juin 1956, la série entière est donc vendue à Victor et Sally Ganz par la galerie Louise Leiris pour 80 millions de francs (212 593 $). Kahnweiler, à l'insu de Picasso, avait placé une condition d'achat : l'acheteur devait prendre toute la série alors que Picasso imaginait plutôt que les versions aillent à différents collectionneurs. Hélène Parmelin dans Picasso sur la place rapporte le fait que cette vente eut un curieux effet sur elle après que Picasso la lui ait annoncée, et ils conclurent que l’acheteur ne garderait pas l'ensemble de la collection. En effet, Victor et Sally Ganz n'avaient pas les moyens de garder l'ensemble de la collection, ainsi, dix toiles furent vendues en janvier 1957 : les versions B, E, F et G furent achetées par la galerie Saidenberg (Daniel et Eleanore Saidenberg) pour 37 000 dollars ; et les versions A, D, I, J, L et N furent achetées par la galerie Paul Rosenberg pour 120 500 dollars. Victor et Sally Ganz gardèrent les versions C, H, K, M et O qui leur coutèrent donc approximativement 55 000 dollars (le prix cumulé initialement déboursé pour ces cinq toiles étaient de 83 996 dollars).
En novembre 1997, quatre versions (versions H, K, M et O) sont vendues chez Christie's dans l'enchère : The Collection of Victor and Sally Ganz.
Aujourd'hui, six versions appartiennent à des musées ou à des fondations et neuf versions font partie de collections privées (dont trois dans la collection Nahmad).

## Versions
Il existe 15 versions dans cette série, numérotées de A à O : six petits tableaux, deux tableaux verticaux avec une figure isolée et sept grands tableaux. Une date est indiquée au verso de chaque peinture. Initialement, Picasso ne signa aucune des 15 toiles, il les signera plus tard.

### Version A
Achevée le 13 décembre 1954. Le Dr Herschel Carey Walker (1890-1975) a acheté cette version auprès de Paul Rosenberg en 1957. La fondation Carey Walker donna ensuite cette version au Wadsworth Atheneum Museum of Art (à Hartford) en 1994.

### Version B
Achevée le 13 décembre 1954, cette version appartient à un collectionneur privé inconnu.

### Version C
Achevée le 28 décembre 1954, acquise par Victor et Sally Ganz pour 8 518 dollars, cette version a été vendue le 10 novembre 1988 à Sotheby's après la mort de Victor Ganz. Elle appartient à la collection Nahmad et a été proposé à la vente en 2015 par la Galerie Helly Nahmad pour 16 millions de dollars.

### Version D
Achevée le 1er janvier 1955, cette version appartenait à la collection de Janice et Henri Lazarof avant qu'ils ne la donnent au musée d'Art du comté de Los Angeles en décembre 2007.

### Version E
Achevée le 16 janvier 1955, cette version est donnée en 1964 par Wilbur D. May au musée d'Art moderne de San Francisco.

### Version F
Version achevée le 17 janvier 1955, Daniel et Eleanore Saidenberg décidèrent de garder cet exemplaire pour leur propre collection. Il a ensuite été vendu à un collectionneur privé en 2011. Cette version est vendue 29,22 millions de dollars le 10 juillet 2020 dans l'enchère Christie's One: A Global Sale of the 20th Century.

### Version G
Achevée le 18 janvier 1955, cette version appartient à un collectionneur privé inconnu.

### Version H
Version achevée le 24 janvier 1955, acquise pour 8 518 dollars par Victor et Sally Ganz, elle a été vendue pour 7,15 millions de dollars en novembre 1997 à Christie's (collection Ganz, lot 35). Il fait partie de la collection Nahmad (Suisse). En 2010, elle est prêtée au Tate Liverpool pour l'exposition Picasso: Peace and Freedom. En 2021, cette version est exposée au musée Picasso d'Antibes au sein de l'exposition Dix chefs-d'oeuvre de la collection Nahmad.

### Version I
Version achevée le 25 janvier 1955, achetée par Paul Rosenberg en 1957, puis vendue à Frua dei Angeli, elle est ensuite achetée en 1973 par le Norton Simon Foundation à la galerie Beyeler (Bâle, Suisse), et enfin transférée au Norton Simon Art Foundation en 1986.

### Version J
Version achevée le 26 janvier 1955. Ella a été vendue pour 18,6 millions de dollars à Sotheby's en 2006 (Impressionist & Modern Art, première partie, lot 12) et fait maintenant partie de la collection Nahmad.

### Version K
Version achevée le 6 février 1955, acquise pour 8 518 dollars par Victor et Sally Ganz, elle a été vendue pour 6,6 millions de dollars en novembre 1997 à Christie's (collection Ganz, lot 36).

### Version L
Achevée le 9 février 1955, cette version a été achetée par Paul Rosenberg en 1957, puis acquise en 1959 par sa famille à son décès. Le 4 mai 2011, cette version est achetée par le musée Berggruen pour 21,4 millions de dollars chez Christie's,.

### Version M
Achevée le 11 février 1955, acquise pour 31 810 dollars par Victor et Sally Ganz, cette version a été vendue pour 10 millions de dollars en novembre 1997 à Christie's (collection Ganz, lot 34).

### Version N
Achevée le 13 février 1955. Cette version a été achetée en 1960 par le Mildred Lane Kemper Art Museum (université Washington de Saint-Louis) grâce au fonds Steinberg. Elle est exposée en 2010 au Tate Liverpool pour l'exposition Picasso: Peace and Freedom.

### Version O
Version achevée le 14 février 1955 , elle est exposée pour l'hommage à Picasso au Grand Palais en 1966. Acquise pour 26 632 dollars par Victor et Sally Ganz, elle est vendue pour 31,9 millions de dollars le 10 novembre 1997 chez Christie's (collection Ganz, lot 33) à Libby Howie, vendeur d'art, pour le compte d'un collectionneur inconnu originaire d'Arabie Saoudite et vivant à Londres. Cette version a été prêtée en 2008 au musée du Louvre.
Le 11 mai 2015, cette version est adjugée en 11 minutes à 179,3 millions de dollars (Looking Forward to the Past, lot 8A). Elle aurait été achetée par Hamad ben Jassem Al Thani. Ce tableau devient ainsi le tableau le plus cher de l'histoire adjugé lors d'une vente aux enchères jusqu'à la vente aux enchères d'un tableau de Vinci en 2017,,.
Christie's avait posé une estimation de 140 millions de dollars et l'enchère disposait d'un prix de réserve. Avant cette vente, le tableau vendu le plus cher lors d'une vente aux enchères était Trois études de Lucian Freud de Francis Bacon, adjugé 142,4 millions de dollars en 2013.

## Réception
Le 3 juillet 1955, Yves Jubert dans Sud Ouest Dimanche évoque la rétrospective Picasso du musée des Arts décoratifs de manière élogieuse. Cette rétrospective est à nouveau évoquée le 28 juillet 1955 dans le journal Sud Ouest.

## Postérité
Une partie de la version O (la femme dans la partie gauche) est utilisée comme couverture du roman La Pluie de Rachid Boudjedra.